# Pengda Jiao
Pengda Jiao (13 februari 1986) is een Chinees wielrenner. Jiao behaalde geen professionele overwinningen, in 2010 werd hij tweede in de zesde etappe in de Ronde van Korea.
Avery · Boillat · Butler · Clarke · Friedemann · Gardeyn · Jiang · Jiao · Kemps · Kirsipuu · Lewis · Liu · Manan · Ojavee · Othman · Wong · Wu · Wurf · Xu
Anderson · Avery · Bell · Beyer · Brammeier · Butler · Feng · Friedemann · Gazvoda · Jang · Jiang · Jiao · Lewis · Liu · Nishizono · Ojavee · Othman · Roth · Schnaidt · Tang · Traksel · Wu · Xu · Brenes (stagiair) · Cheung (stagiair) · Smith (stagiair)